# Miliarder
Miliarder – tygodnik ogólnopolski (redakcja w Poznaniu) wydawany w latach 90. XX w. przez Bosmedia. Obok reportaży, wywiadów itp. zamieszczano w nim wiele konkursów z nagrodami.
Tygodnik był sponsorem pierwszoligowego klubu piłkarskiego Tygodnik Miliarder Pniewy (wcześniej Sokół Pniewy) oraz Koła Fortuny.